# エミール・ハンソン
エミール・ハンソン（Emil Hansson、1998年6月15日 - ）は、ノルウェー・ベルゲン出身のサッカー選手。バーミンガム・シティFC所属。ポジションはFWまたはMF。

## 経歴
2013年まで、スウェーデンのカルマルFFの下部組織に在籍していたが、生まれ故郷であるノルウェー・ベルゲンに拠点を置くSKブランへ加入した。
2015年4月23日、ノルウェー・カップ1回戦のOsTF戦でプロデビューを果たし、7日後のランヘイムILとの試合でリーグデビューを飾った。
2015年8月21日、フェイエノールトの下部組織へ移籍した。2016年に、トップチーム昇格をした。2018年7月19日、オランダのRKCヴァールヴァイクへ1年間のレンタルをした。ここでは、リーグ戦通算35試合に出場し、12得点を記録。クラブのエールディヴィジ昇格を助けた。
2019年8月19日、ハノーファー96へ移籍した。
2020年6月10日、フォルトゥナ・シッタートと4年契約を交わした。
2022年1月29日、ヘラクレス・アルメロに2年半契約＋1年の延長オプション付きの契約で完全移籍した。
2024年7月5日、バーミンガム・シティFCに移籍した。

## 人物
ノルウェー人の母とスウェーデン人で、元プロサッカー選手であったパトリック・ハンソンとの間に生まれた為、ノルウェーとスウェーデン代表選択権を持つ。